# ناتان اسمیت
ناتان اسمیت (به انگلیسی: Nathan Smith) سناتور سابق عضو حزب ملی جمهوری‌خواه بود. وی در سال ۱۸۳۳ تا ۱۸۳۵ میلادی سناتور ایالت کنتیکت در سنای ایالات متحده آمریکا بود.